# Guerre de Gradisca

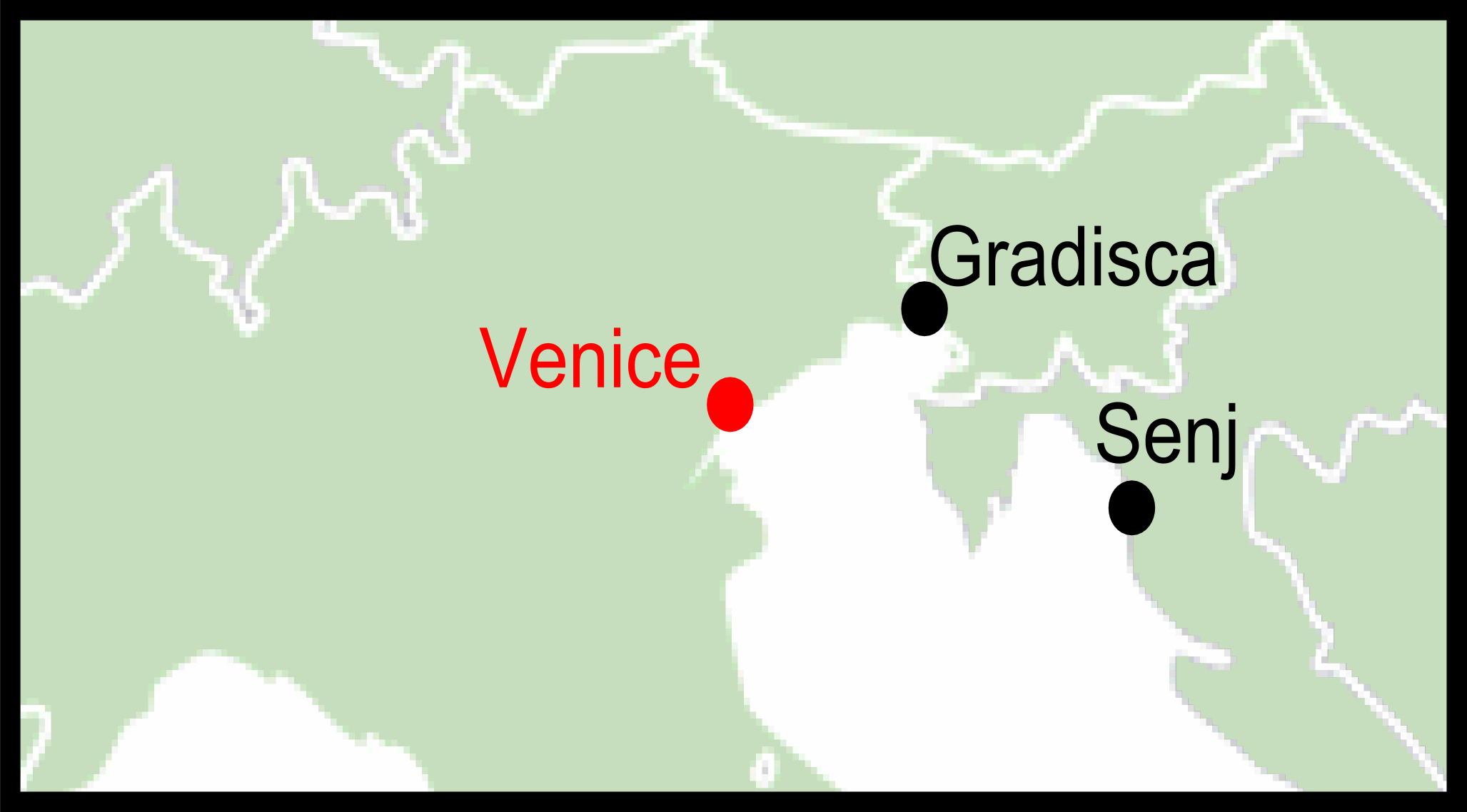
Localisation des sites

La Guerre de Gradisca (1615-1617) est un conflit armé de Venise contre l'Autriche causé par les raids des pirates uscoques de Senj en Dalmatie, soutenus par l'Autriche. Les Vénitiens assiégèrent en vain Gradisca d'Isonzo. À la paix de Madrid (26 septembre 1617), l'Autriche s'engage à mettre fin aux raids uscoques.